# Achey
Achey település Franciaországban, Haute-Saône megyében. Lakosainak száma 70 fő (2022. január 1.). Achey Courtesoult-et-Gatey, Delain, Framont és Montot községekkel határos.

## Népesség
A település népességének változása:
| Lakosok száma | 75   | 71   | 70   | 70   | 69   | 69   | 70   | 70   |
|               | 2013 | 2015 | 2017 | 2018 | 2019 | 2020 | 2021 | 2022 |